# Augstsee
Augstsee är en sjö i Österrike.   Den ligger i förbundslandet Steiermark, i den centrala delen av landet, 200 km väster om huvudstaden Wien. Augstsee ligger 1 769 meter över havet.